# Belaja Kalitvas flygplats
Belaja Kalitva flygplats är ett flygfält norr om Belaja Kalitva i Rostov oblast, Ryssland.